# Вольфсегг-ам-Хаусрукк
Вольфсегг-ам-Хаусрукк (нем. Wolfsegg am Hausruck) — ярмарочная община (нем. Marktgemeinde) в Австрии, в федеральной земле Верхняя Австрия. 
Входит в состав округа Фёклабрукк.  Население составляет 2035 человек (на 31 декабря 2005 года). Занимает площадь 12 км². Официальный код  —  41750.

## Политическая ситуация
Бургомистр общины — Эмиль Зёзер (СДПА) по результатам выборов 2003 года.
Совет представителей общины (нем. Gemeinderat) состоит из 25 мест.
- СДПА занимает 16 мест.
- АНП занимает 8 мест.
- АПС занимает 1 место.